# 앤서니 몽고메리
앤서니 몽고메리(Anthony Montgomery, 1971년 6월 2일 ~ )는 미국의 배우이다.

## 출연 작품
- 더 맨 인 3B (2015)
- 목사의 아들 (2015)
- 플라이트 엑시던트 (2013)
- 와이 엠 아이 두잉 디스? (2009)
- 아메리칸 인 차이나 (2008)
- 하드 레인 (1998)
- 수어싸이드 킹 (1997)